# 도가논변모자리혹론 목판
도가논변모자리혹론 목판(道家論辨牟子理惑論 木板)은 대한민국 충청남도 서산시 운산면 개심사에 있는, 1580년(선조 13) 가야산 보원사(普願寺)에서 개판된 조선시대의 목판이다. 2017년 12월 26일 대한민국의 보물 제1963호로 지정되었다.

## 개요
『도가논변모자리혹론』은 중국 한(漢)나라 사람으로 전하는 모자(牟子)가 당시 사람들이 불교에 가지고 있던 의혹을 해소하기 위해 쓴 글로, 일반적으로 『모자리혹론(牟子理惑論)』 혹은 『리혹론(理惑論)』으로 불린다. 도가논변모자리혹론 목판은 1580년(선조 13) 가야산 보원사(普願寺)에서 개판된 것으로, 총5판 중에서 제1장 등에 해당하는 1판이 결판되어 현재 4판이 개심사에 전하고 있다. 조선시대 동안 『도가논변모자리혹론』은 목판으로 간행된 사례가 매우 희소하며, 그 중 개심사 판본이 현존 유일본이자 가장 오래된 목판이라는 점에서 사료적 가치가 크다.

## 참고 자료
- 도가논변모자리혹론 목판 - 국가유산청 국가유산포털
- 이 문서에는 문화재청에서 공공누리 제1유형으로 배포된 자료를 바탕으로 한 내용이 포함되어 있습니다.